# Лоррі Коллінз
Лоуренсін Мей «Лоррі» Коллінз (нар. 7 травня 1942, поблизу Сапалпа, Оклахома — пом. 4 серпня 2018, Ріно, Невада) — американська виконавиця кантрі, рок-н-ролу та рокабілі. Стала відомою в середині 1950-х років, виступаючи разом із своїм молодшим братом Ларрі Коллінзом як «The Collins Kids».

## Життєпис

### Ранні роки
Лоуренсін та її брат Лоуренс Коллінзи народились в окрузі Крік поблизу Сапалпи, штат Оклахома. Вони були музично обдаровані, тому батьки, щоб надати дітям можливість розвивати свої таланти, перевезли їх у Південну Каліфорнію. Незабаром вони почали виступати в дуеті.

### Кар'єра
Наприкінці 1950-х років Лоррі Коллінз стала подругою телезірки й кумира підлітків Рікі Нельсона як у популярному ситкомі родини Нельсонів «Пригоди Оззі та Гаррієт», так і в приватному житті. Вона дебютувала 22 січня 1958 року в епізоді під назвою «Картинка в зошиті Ріка», в якому зіграла подвійну роль сестер-близнюків (одна — подруга Девіда Нельсона, а друга — можлива коханка Рікі). У цьому епізоді Нельсон і Лоррі виконали дуетом пісню «Just Because». Через місяць її брат виступив гостем в епізоді «Хто така Бетті?», який вийшов у ефір 19 лютого 1958 року.
У 1959 році у віці 17 років Лоррі Коллінз узяла шлюб із менеджером Джонні Кеша Стю Кернеллом, який був удвічі старший за неї. Вона продовжувала грати та співати з Нельсоном на телебаченні, записуватись та гастролювати з братом до 1961 року, коли народила першу дитину. Дует «The Collins Kids» продовжив діяльність і в 1960-х роках, постійно беручи участь у канадському музичному серіалі «Зоряний шлях», а пізніше, в 1967 році, виступивши в «Шоу Джекі Глісона» й «Голівудському палаці».
Лоррі Коллінз та її брат Ларрі були включені до «Залу слави рокабілі».
У 1900-2000-х роках «The Collins Kids» іноді виступали разом, переважно на музичних фестивалях.

### Смерть
Лоррі Коллінз померла від травм, отриманих при падінні, у віці 76 років 4 серпня 2018 року в Ріно, штат Невада, де вона мешкала останні роки.